# Nicolette Shea
Pour les articles homonymes, voir Shea.
Nicolette Shea, née le 18 novembre 1986 à Sacramento, Californie est une actrice pornographique américaine.

## Carrière
Nicolette Shea est née en 1986 à Sacramento, Californie. Elle était active dans le mannequinat érotique et a posé plusieurs fois pour Playboy où elle reçoit le titre « Cyber Girl of the Month » en octobre 2011.
À la télévision, elle travaille dans la série Playboy Plus : Pretty in Pink Vol.2, sur la chaîne de télévision Playboy TV. En 2017, elle débute dans l'industrie du porno américain, où elle a enregistré une scène pour le film Flixxx: Angela and Nicolette Get Wet, du studio Digital Playground. Plus tard dans l'année, elle travaille avec la star du porno Keiran Lee dans le film Do not Bring Your Sister Around Me, de Brazzers Network.
En 2019, elle a reçu plusieurs nominations aux AVN Award et aux XBIZ, notamment pour la « Meilleure jeune actrice »,.